# 水码站
水码站是一个合九线上的铁路车站，位于湖北省黄梅县停前镇水码，建于1995年，目前为四等站，邮政编码为436511。目前不办理客、货运营业。